# Peter Vagenas
Panayiotis Alexiou "Peter" Vagenas (Pasadena, California, 6 de febrero de 1978) es un futbolista estadounidense que actualmente juega para el Seattle Sounders de la Major League Soccer.

## Trayectoria
| Período   | Club                                   | Partidos (goles) |
| --------- | -------------------------------------- | ---------------- |
| 1996-1999 | Universidad de California, Los Ángeles | 82 (15)          |

| Período | Club               | Partidos (goles) |
| ------- | ------------------ | ---------------- |
| 2000-   | Los Ángeles Galaxy | 145 (13)         |

| Período | Selección      | Partidos (goles) |
| ------- | -------------- | ---------------- |
| 2000-   | Estados Unidos | 3 (0)            |

- Datos: Q1153241
- Multimedia: Peter Vagenas / Q1153241